# Pseudocapillaria bainae
Pseudocapillaria bainae is een rondwormensoort uit de familie van de Trichuridae. De wetenschappelijke naam van de soort is voor het eerst geldig gepubliceerd in 1988 door Justine & Radujkovic.